# جميلة (اسم)
جميلة هو اسم علم شخصي مؤنث عربي معناه الفاتنة أو الحسنة المظهر وهو مؤنث اسم جميل، يعتبر من الأسماء الشائعة في الوطن العربي وأيضاً في بعض الدول الإسلامية مثل تركيا والبوسنة والهرسك.

## الشخصيات
- جميلة بوحيرد ثورية جزائرية
- جميلة الشنطي سياسية فلسطينية
- جميلة إسماعيل سياسية وناشطة مصرية
- جميلة العلايلي شاعرة مصرية
- جميلة الماجري شاعرة تونسية
- جميلة مغنية مغربية
- جميلة الصحراوي مخرجة جزائرية
- جميلة بنوص مؤرخة تونسية
- جميلة بنت عدوان إمراة عربية من عصر الجاهلية
- جميلة بوباشا ثورية جزائرية
- جميلة بو عزة ثورية جزائرية
- جميلة بن حبيب كاتبة وناشطة حقوقية كندية جزائرية